# ديبرا بيرغر
ديبرا بيرغر (بالإنجليزية: Debra Berger)‏ هي ممثلة أمريكية، ولدت في 17 مارس 1957م.

## وصلات خارجية
- ديبرا بيرغر على موقع IMDb (الإنجليزية)
- ديبرا بيرغر على موقع ألو سيني (الفرنسية)
- ديبرا بيرغر على موقع أول موفي (الإنجليزية)
- ديبرا بيرغر على موقع قاعدة بيانات الفيلم (الإنجليزية)
- ديبرا بيرغر على موقع كينوبويسك (الروسية)